# Enrique Pérez Díaz
Enrique Pérez Díaz (Torrelavega, 28 december 1938 - 10 februari 2021), voetbalnaam Pachín, was een Spaans voetballer. Pachín was een verdediger.

## Spelerscarrière
Via vierdeklassers Gimnástica de Torrelavega en Burgos CF belandde Pachín in 1958 bij CA Osasuna. Na één seizoen versierde hij een transfer naar Real Madrid. Daar won hij elf prijzen, waaronder zeven landstitels en twee keer de Europacup I. Pachín speelde 218 officiële wedstrijden voor Real Madrid, waarin hij twee keer scoorde.
Na negen jaar bij Real Madrid vertrok hij in 1968 naar Real Betis. Hij sloot zijn spelerscarrière in 1971 af bij Club Deportivo Toluca, een amateurclub.

### Interlandcarrière
Pachín maakte op 15 mei 1960 zijn debuut voor Spanje in een vriendschappelijke interland tegen Engeland. Hij nam deel aan het WK 1962, waar hij zowel tegen Mexico als tegen Brazilië in de basis stond. Spanje werd op dat WK echter al in de eerste ronde uitgeschakeld.
Pachín speelde in het totaal acht interlands voor Spanje. Zijn laatste interland speelde hij op 30 mei 1963 tegen Noord-Ierland.

## Trainerscarrière
Pachín begon zijn trainerscarrière in 1973 bij Real Madrid, waar hij jeugdtrainer werd. Amper één jaar later werd hij hoofdtrainer bij Galáctico Pegaso, een club uit de Tercera División. Pachín was als trainer nooit actief in de Primera División. Hij verzekerde Hércules CF in 1984 weliswaar van de promotie naar de hoogste afdeling, maar promoveerde daarna niet mee.

## Erelijst

### Als speler
| Kampioen Primera División | 7x | 1960/61, 1961/62, 1962/63, 1963/64, 1964/65, 1966/67, 1967/68 |
| Europacup I               | 2x | 1959/60, 1965/66                                              |
| Wereldbeker voetbal       | 1x | 1960                                                          |
| Copa del Generalísimo     | 1x | 1961/62                                                       |